# Venezuela nos Jogos Olímpicos de Verão de 1992
A Venezuela competiu nos Jogos Olímpicos de Verão de 1992, realizados em Barcelona, Espanha.